# Sävmjöldryga
Sävmjöldryga (Claviceps nigricans) är en svampart som beskrevs av Tul. 1853. Sävmjöldryga ingår i släktet Claviceps och familjen Clavicipitaceae.  Arten är reproducerande i Sverige. Inga underarter finns listade i Catalogue of Life.